# Вестхајм (Средња Франконија)
Вестхајм (њем. Westheim) град је у њемачкој савезној држави Баварска. Једно је од 27 општинских средишта округа Вајсенбург-Гунценхаузен. Према процјени из 2010. у граду је живјело 1.150 становника. Посједује регионалну шифру (AGS) 9577179.

## Географски и демографски подаци
Вестхајм се налази у савезној држави Баварска у округу Вајсенбург-Гунценхаузен. Град се налази на надморској висини од 439 m. Површина општине износи 28,3 km². У самом граду је, према процјени из 2010. године, живјело 1.150 становника. Просјечна густина становништва износи 41 становника/km².